# Les Voyageurs de l'impériale
Les Voyageurs de l'impériale est un roman de Louis Aragon, publié en 1942. Il s'agit du troisième titre du cycle romanesque Le Monde réel, après Les Cloches de Bâle et Les Beaux Quartiers.

## Historique
Écrit avant la Campagne de France, Aragon confie le manuscrit aux Éditions Gallimard. Après un premier refus de la censure allemande, une version expurgée obtient le visa allemand, puis l'accord de la censure de Vichy. Il est publié en décembre 1942 au moment où se déchaînent les critiques contre les publications de Saint-Exupéry. L'éditeur décide alors de retirer le livre de la vente au bout de quelques semaines. La version non expurgée ne sera publiée qu'en 1947.
La version donnée dans les Œuvres romanesques croisées d'Elsa Triolet et Aragon fait l'objet d'un important remaniement linguistique, sans modifier le fond du roman,.

## Éditions
- Paris, Gallimard, NRF, 1942
- Œuvres romanesques croisées d'Elsa Triolet et Aragon, tomes 15-16, Paris, Éditions Robert Laffont, 1965
- Louis Aragon, Œuvres romanesques complètes, tome II, Paris, Gallimard, Bibliothèque de la Pléiade no 534, 2007